# Kenia en los Juegos Olímpicos de Múnich 1972
Kenia estuvo representada en los Juegos Olímpicos de Múnich 1972 por un total de 57 deportistas que compitieron en 4 deportes.  
El portador de la bandera en la ceremonia de apertura fue el atleta Kipchoge Keino.

## Medallistas
El equipo olímpico keniano obtuvo las siguientes medallas:
| Nombre                                               | Deporte   | Competición             |
| ---------------------------------------------------- | --------- | ----------------------- |
| Oro                                                  |           |                         |
| Kipchoge Keino                                       | Atletismo | 3000 m con obstáculos M |
| Charles Asati Munyoro Nyamau Robert Ouko Julius Sang | Atletismo | 4 × 400 m M             |
| Plata                                                |           |                         |
| Kipchoge Keino                                       | Atletismo | 1500 m M                |
| Benjamin Jipcho                                      | Atletismo | 3000 m con obstáculos M |
| Philip Waruinge                                      | Boxeo     | Pluma (57 kg) M         |
| Bronce                                               |           |                         |
| Julius Sang                                          | Atletismo | 400 m M                 |
| Mike Boit                                            | Atletismo | 800 m M                 |
| Samuel Mbugua                                        | Boxeo     | Ligero (60 kg) M        |
| Richard Murunga                                      | Boxeo     | Wélter (67 kg) M        |